# Russische Unie van Letland
De Russische Unie van Letland (Lets: Latvijas Krievu savienība, afkorting LKS; Russisch: Русский союз Латвии) tot 2014 bekend als Voor Mensenrechten in Verenigd Letland (Par cilvēka tiesībām vienotā Latvijā, PCTVL; За права человека в единой Латвии) is een linkse politieke partij in Letland, die voornamelijk gesteund wordt door etnische Russen en andere etnische minderheden. De partij wordt geleid door Tatjana Ždanoka, Jakovs Pliners en Miroslav Mitrofanov.

## Taken
De PCTVL zet zich voornamelijk in voor zaken die voor de Russische gemeenschap in Letland belangrijk zijn. Zo steunt de partij de erkenning van Russisch en Letgaals als officiële talen in gemeenschappen waar meer dan 20% van de inwoners een van deze talen als moedertaal heeft. Ook zet de partij zich in voor het toekennen van het Letlandse staatsburgerschap aan etnische minderheden, sterkere politieke banden met Rusland, en terugtreding van Letland uit de NAVO.
Economische zaken worden minder behandeld door de PCTVL.

## Geschiedenis
De PCTVL werd opgericht in mei 1998 door drie politieke partijen: Tautas Saskaņas Partija, Līdztiesība (gelijke rechten) en Latvijas Sociālistiskā Partija (Socialistische partij van Letland), welke alle drie sterke aanhang hadden bij Russischtalige stemmers. Bij de parlementsverkiezingen van 1998 won de PCTVL 16 van de 100 zetels. Bij de verkiezingen van 2002 steeg dat naar 25 zetels. In 2001 won de partij 13 van de 60 zetels bij lokale verkiezingen in Riga. Sergejs Dolgopolovs werd bij deze verkiezingen namens de PCTVL viceburgemeester van Riga.
Tijdens deze periode waren de prominentse leiders van de PCTVL Jānis Jurkāns, Alfrēds Rubiks en Tatjana Ždanoka. Rubiks en Ždanoka waren voorheen prominente leiders van de Letse Communistische partij.
De PCTVL viel gedeeltelijk uit elkaar in 2003, toen de Tautas Saskaņas Partija de coalitie verliet, een half jaar later gevolgd door Latvijas Sociālistiskā Partija. De resterende PCTVL had na de splitsing nog zes leden over in het parlement, maar bleef volgens peilingen de populairste van de drie partijen. Van 2003 tot 2005 zette de PCTVL zich sterk in voor behoud van Russischtalig onderwijs in Letland.
Bij de verkiezingen voor het Europees Parlement kreeg de PCTVL 9,66% van de stemmen en 1 zetel. Deze wordt momenteel bezet door Tatjana Ždanoka. Bij de parlementaire verkiezingen van 2006 won de partij zes zetels.
De laatste jaren neemt de steun voor de partij af, daar veel etnische Russen overstappen naar Harmonie Centrum. Bij de verkiezingen in 2010 verloor de PCTVL zijn vertegenwoordiging in het Letse parlement.